# Шломі Арбайтман
Шломі Арбайтман (івр. שלומי ארביטמן; нар. 14 травня 1985, Нетанья) — ізраїльський футболіст, нападник клубу «Монс».
Виступав, зокрема, за «Маккабі» (Хайфа), у складі якого двічі ставав Чемпіоном Ізраїлю. З 2004 по 2010 рік також виступав за національну збірну Ізраїлю.

## Клубна кар'єра
Народився 14 травня 1985 року в місті Нетанья. Вихованець футбольної школи клубу «Бейтар Нес Тубрук».
У дорослому футболі дебютував 2002 року виступами за команду клубу «Бейтар» (Єрусалим), в якій провів два сезони, взявши участь у 34 матчах чемпіонату.
Протягом сезону 2004—05 років захищав кольори «Хапоеля» (Петах-Тіква).
Своєю грою за останню команду привернув увагу представників тренерського штабу «Маккабі» (Хайфа), до складу якого приєднався влітку 2005 року і в першому ж сезоні став чемпіоном країни. Більшість часу, проведеного у складі хайфського «Маккабі», був основним гравцем атакувальної ланки команди. Лише перше половину 2008 року провів на правах оренди за «Хапоель» (Тель-Авів).
Влітку 2010 року уклав контракт з бельгійським «Гентом», проте основним гравцем не став і віддавався в оренду до «Вестерло», а потім і в «Монс», який влітку 2013 року викупив контракт гравця. Наразі встиг відіграти за команду з Монса 16 матчів в національному чемпіонаті.

## Виступи за збірні
Протягом 2004—2007 років залучався до складу молодіжної збірної Ізраїлю, у складі якої був учасником молодіжного Євро-2007, на якому збірна програла усі три матчі у групі. Всього на молодіжному рівні зіграв у 17 офіційних матчах, забив 4 голи.
2004 року дебютував в офіційних матчах у складі національної збірної Ізраїлю. Наразі провів у формі головної команди країни 10 матчів, забивши 3 голи.

## Досягнення
- Чемпіон Ізраїлю (2):

Маккабі (Хайфа): 2005-06, 2008-09
- Володар Кубка Тото (2):

Маккабі (Хайфа): 2005-06, 2007-08